# Mah Jong
Il Mah Jong (dal cinese 麻将 o 麻雀), scritto talvolta anche mahjong, májiàng, ma-chiang e secondo altre trascrizioni simili, è un gioco da tavolo per quattro giocatori, nato in Cina probabilmente nel XIX secolo e oggi molto diffuso anche nel resto del mondo, soprattutto Stati Uniti e Giappone. In Italia si è diffuso inizialmente soprattutto a Ravenna e nella provincia, dove è colloquialmente chiamato magiò, ma ha preso piede anche a Milano, Firenze, Venezia, Udine, Bologna . Il nome significa "uccello di canapa" o "sparviero di canapa".
Si tratta di un gioco di combinazioni (coppie, tris e scale), che presenta alcune analogie con giochi di carte occidentali, come ramino o scala quaranta. Scopo del gioco è, per ogni giocatore, creare combinazioni con tutte le proprie tessere: il primo che ci riesce vince. Si contano poi i punti (il vincitore ha un punteggio maggiorato) e dopo un certo numero di partite vince chi ha fatto più punti (non chi ha vinto più mani). La composizione dell'insieme di tessere utilizzate, e le regole di attribuzione dei punti, variano leggermente a seconda della regione. I concetti fondamentali del gioco rimangono sostanzialmente gli stessi in tutte le varianti; le differenze più notevoli si rilevano tra i Mah Jong asiatici e il cosiddetto Mah Jong americano, generalmente scritto mahjongg.
Nel gennaio del 1998 la Commissione Statale degli Sport della Cina riconobbe ufficialmente il Mah Jong, decretandolo 255° sport nazionale. Il «Regolamento Internazionale Ufficiale» per questo nuovo sport fu definito nel settembre dello stesso anno. La stesura di un regolamento unico comportò notevoli difficoltà. Infatti, a causa della vastità della Cina, ogni città (Pechino, Tianjin, Qingdao, Shanghai, Ningbo, Canton ecc.) aveva delle regole particolari che distinguevano il "suo" Mah Jong dagli altri.
Non è da confondere con l'omonimo solitario, che utilizza le stesse tessere ma segue regole differenti.

## Storia

### Il Mah Jong in Cina
Il gioco nacque in Cina prima del XX secolo. Il Mah Jong potrebbe derivare da un gioco di carte, il Mádìao (馬吊) (anche detto Ma Tiae, letteralmente "cavallo appeso", o Yèzí, 葉子, letteralmente "foglia"), conosciuto fin dall'inizio della dinastia Ming. Il Mádìao si giocava con 40 carte simili a quelle dello «Ya Pei» (altro gioco cinese). Le 40 carte erano numerate da 1 a 9 in quattro diversi semi, più 4 carte speciali dette "fiori", il che ricorda molto da vicino la composizione dell'insieme di tessere del Mah Jong. Non esiste un'ipotesi unica circa l'inventore del gioco. Esistono tre ipotesi: fu creato da ufficiali dell'esercito cinese, per passare il tempo, durante la Ribellione di Tai Ping (1851-1864); o da un nobile di Shanghai fra il 1870 e il 1875. Un'altra teoria attribuisce il gioco a due fratelli di Ningbo attorno al 1850.

### Il Mah Jong nel mondo occidentale
La prima descrizione scritta del gioco non in cinese apparve nel 1895, in un articolo dell'antropologo statunitense Stewart Culin. Fra il 1895 e il 1910 furono pubblicate altre descrizioni in altre lingue, inclusi francese e giapponese. In occidente, all'inizio del XX secolo, il testo di riferimento più importante in lingua inglese fu Rules of Mah-jongg di Joseph Park Babcock, noto anche come "il libro rosso"; descriveva le regole del gioco con numerose semplificazioni, che in seguito costituirono elementi fondanti del cosiddetto «Mah Jong americano». Altri libri di regole seguirono quello di Babcock, in generale caratterizzati da numerose imprecisioni (non fanno eccezione neppure quelli pubblicati dalla National Mah Jongg League, l'associazione di Mah Jong ufficiale americana). Fu in pubblicazioni di questo genere che si iniziò a sostenere (falsamente) che il gioco fosse antichissimo, per renderlo più affascinante. Lo stesso avviene oggi per il «Mah Jong in solitario», gioco ancora più recente.
Negli anni venti, il gioco sbarcò negli Stati Uniti, con notevole successo, diventando di moda. Le tessere furono vendute sotto diversi marchi, come Pung Chow o Game of Thousand Intelligences ("il gioco delle mille intelligenze"). Furono persino incise canzoni di successo che parlavano del gioco, per esempio Since Ma is Playing Mah Jong di Eddie Cantor. In quest'epoca nacque il cosiddetto "Mahjongg americano", principalmente giocato da donne. Nel 1937, dopo numerose revisioni delle regole, fu fondata negli Stati Uniti la "National Mah Jongg League" (NMJL) e fu pubblicato il primo libro sulle regole del Mah Jong americano: Maajh: The American Version of the Ancient Chinese Game. Nonostante l'origine cinese del gioco il Mah Jong americano è considerato gioco ebreo; era infatti giocato principalmente da ebrei, e tali erano anche tutti i fondatori della NMJL.
Nel 1923 alcuni venditori ambulanti cinesi erano sbarcati in diverse città portuali italiane e, nel tempo libero, giocavano a Mah Jong agli angoli delle strade. A Ravenna il gioco appassionò subito gli abitanti. Il commerciante ravennate Michele Valvassori (1906-1977) fu il primo a fabbricare le tessere da gioco in Italia, insieme alle stecche. Da allora il Mah jong divenne popolare in tutta la provincia di Ravenna, poi nel resto della Romagna, praticato assiduamente nei bar e nei circoli cittadini.
In Emilia il gioco si diffuse ben presto nel Reggiano, e in particolare a Correggio – come testimonia lo scrittore Pier Vittorio Tondelli, lui stesso giocatore – dove nell'autunno 1982 fu girato un mediometraggio intitolato proprio Mah-Jong.
Nell'ottobre 1987, a Riolo Terme (paese dell'Appennino romagnolo), si è tenuto il Congresso Costitutivo che ha sancito la nascita della Federazione Italiana Mah Jong.

### Sviluppi attuali
In Cina, con la nascita della Repubblica Popolare (1949), il gioco fu bandito dal nuovo governo comunista del paese, in quanto il gioco d'azzardo (tale era il Mah Jong in Cina) era visto come uno dei simboli della corruzione capitalista. La Rivoluzione Culturale riabilitò il gioco, che tornò ad essere uno dei passatempi preferiti del popolo cinese.
Oggi il Mah Jong è noto in tutto il mondo, anche se la popolarità e le regole (tra cui il numero dei giocatori) variano molto da nazione a nazione. Negli Stati Uniti è giocato soprattutto dalle donne, come "passatempo colto". In Giappone i giocatori sono di entrambi i sessi ed è considerato soprattutto un gioco d'azzardo (esiste anche in versione di videogioco come arcade collegato a Internet, in cui si gioca contro altri giocatori via rete, e sono diffuse anche le varianti semi-pornografiche analoghe allo strip poker elettronico). Nella comunità cinese la cultura del Mah Jong è ancora molto radicata e i riferimenti sono onnipresenti anche nella musica pop cinese (per esempio nel cosiddetto cantopop) e nel cinema.

### La leggenda dell'origine confuciana
Una delle leggende sull'origine del Mah Jong (ma si tratta probabilmente di una leggenda di origine occidentale) attribuisce l'invenzione del gioco al grande filosofo cinese Confucio, nel VI secolo a.C., che lo avrebbe diffuso durante il suo peregrinare per il paese, mentre divulgava la propria dottrina. Questa leggenda (considerata falsa dagli storici, vedi sotto) presenta alcune curiose corrispondenze con la realtà: nell'insieme delle tessere, i "tre dragoni" sono coerenti con le tre virtù cardinali sostenute da Confucio: il rosso Zhong, il verde Fa e il bianco Bai, infatti, rappresentano rispettivamente Benevolenza, Sincerità e Amore filiale. Si dice che Confucio avesse un grande amore per gli uccelli, il che spiegherebbe il nome del gioco ("uccello di canapa"). Anche molti dei termini usati nel gioco (per esempio pong, chi e kong) trovano una spiegazione alla luce dell'origine confuciana del gioco. Confucio infatti apparteneva alla famiglia "Kong" (il suo nome completo era Kong-fu-zi), sposò una ragazza di nome "Che" e adottò la parola chi con il significato di "connettere".

## Varianti
Del Mah Jong esistono numerose varianti. Al giorno d'oggi le varianti più diffuse differiscono per il metodo di conteggio dei punti e le mani speciali contemplate:
- il «Mah Jong classico cinese» è la variante più antica, introdotta negli Stati Uniti negli anni venti.
- il «Mah Jong di Hong Kong» o «Mah Jong cantonese» è la variante più giocata, e presenta solo piccole differenze rispetto alla versione classica.[7]
- il «Mah Jong giapponese moderno» o Riichi Mah jong è una versione standardizzata della variante giapponese classica (non più giocata), molto utilizzata anche per i videogiochi. Oltre a variazioni nel conteggio dei punti, la versione giapponese si distingue per le regole riichi e dora e per l'esclusione degli onori supremi (fiori e stagioni).[8]
- il «Mah Jong americano» è un derivato della versione del Mah Jong descritto nel "libro rosso" di Babcock: il nome del gioco è spesso trascritto Mah Jongg o Mah-Jongg. Il regolamento americano è stato oggetto di due diversi sforzi di standardizzazione, da parte della «National Mah Jongg League» (NMJL)[9] e da parte della American Mah-Jongg Association (AMA).[10] Queste due codificazioni si distinguono per piccole differenze nel conteggio dei punti. Il Mah Jong americano (in entrambe le forme) presenta molte differenze rispetto al gioco classico: l'introduzione di tessere jolly, il Charleston (una fase di scambio di tessere tra i giocatori dopo la distribuzione iniziale), l'assenza delle scale e la possibilità di formare quintetti. Inoltre, le mani speciali, dotate di specifici punteggi, vengono ridefinite anno per anno.[11]
- il «Mah Jong tradizionale italiano» o «Mah Jong romagnolo», con regole peculiari nate nei circoli e nei bar della Romagna, dove il gioco ha conosciuto la sua prima diffusione nazionale. È caratterizzato da una netta riduzione del numero di raddoppi e dall'impossibilità (a seconda delle varianti) di chiamare uno scarto per completare un chow. Ne esistono due principali versioni: il «Mah Jong ravennate»[12], che prevede infatti il divieto di chiamare uno scarto per chow, e il «Mah Jong faentino»,[13], che invece ammette la chiamata per chow.
- il «Mah Jong italiano ufficiale», sul quale si veda sotto.
- il «Mah Jong cinese ufficiale», il cui regolamento è stato pubblicato nel settembre del 1998 dalla Commissione Statale degli Sport della Cina, che ha riconosciuto il Mah Jong come 255° sport nazionale, ne ha rivoluzionato le regole (eliminando addirittura i raddoppi) e si è appellata al prestigio dovuto al paese natale del gioco per stabilire un regolamento per i campionati internazionali. È piuttosto complesso: prevede 81 diverse chiusure o mani, ognuna con punteggio diverso. È noto come Mah Jong Competition Rules (in acronimo MCR).[14]
- lo «Zung Jung Mah Jong», che adotta un particolare sistema di punteggio proposto da Alan Kwan tramite una profonda revisione dei sistemi tradizionali: in passato, è stato adottato come regolamento ufficiale di un torneo internazionale, la «World Serie of Mahjong».[15]
- altre varianti minori, e meno diffuse, sono il Mah Jong di Fuji, il Mah Jong di Taiwan, il Mah Jong vietnamita, e il Mah Jong delle Filippine.

Nel tempo, sono stati fatti diversi tentativi di produrre un insieme di regole standard che potessero essere apprezzate a livello internazionale, e servire da base per campionati mondiali di Mah Jong, ma nessuno di questi sforzi è riuscito. In genere, i tentativi di creare regole internazionali si sono basati sulle varianti cinese classica, cantonese e giapponese, ignorando le variazioni americane, considerate troppo lontane dallo spirito originale del gioco.

## I pezzi

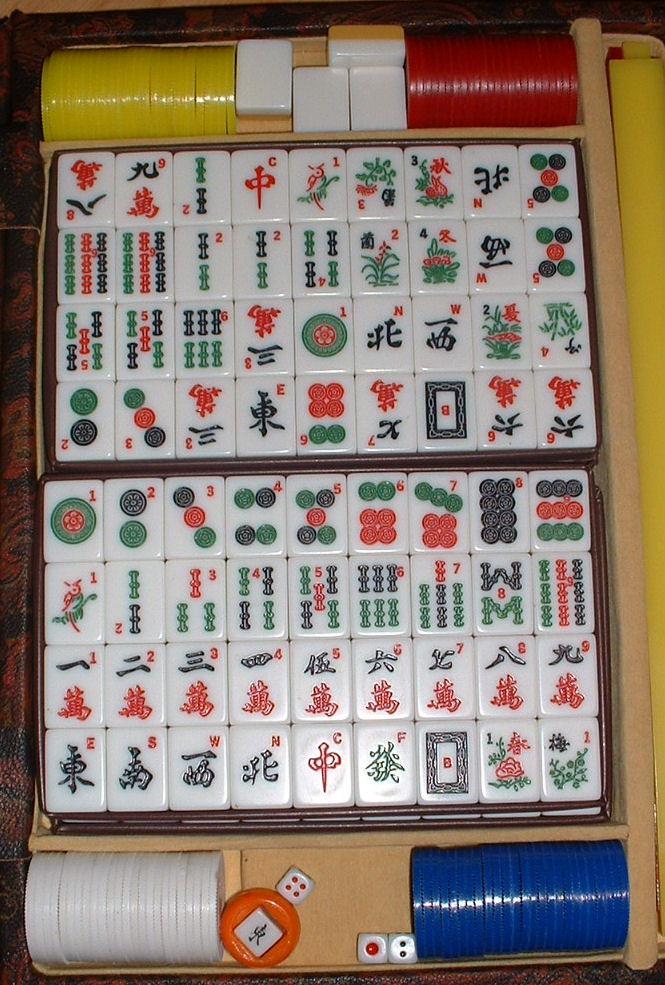
I pezzi del Mah Jong.

In Europa Mah Jong si gioca normalmente con 144 tessere; esistono versioni americane e giapponesi che dispongono di un numero maggiore di tessere. Nelle edizioni occidentali sono anche fornite delle stecche su cui appoggiare le tessere (sebbene queste ultime siano spesso sufficientemente pesanti da poter essere collocate in piedi sul tavolo). Le stecche sono comode anche per mescolare le tessere e formare la muraglia (sono lunghe esattamente come 18 tessere). 
In molti casi, nella scatola del Mah Jong si trovano anche speciali tessere che possono essere utilizzate per tenere i punti, o tenere traccia del "vento" di un particolare turno, chi è "di mano", e altre informazioni di questo tipo. 
Le tessere sono ordinate in “semi” e “onori”.

### Semi o tessere numerali
Sono tessere numerate da 1 a 9, ognuna delle quali è presente in quattro esemplari (9x4); i semi sono tre (36x3), per un totale di 108 tessere:
- cerchi o palle: si dice che i cerchi rappresentino monete di rame con un foro quadro al centro (koku).

Nella rilettura di Hung Hsiu-ch'uano simboleggiano la borghesia.
- bambù o canne: ogni tessera rappresenta un bastone di bambù, che si immagina contenga 100 monete.

Nella rilettura di Hung Hsiu-ch'uano simboleggiano i contadini.
- caratteri: ogni tessera rappresenta un carattere che indica 100 bastoni di bambù. Il carattere rosso infatti significa "Diecimila".

Nella rilettura di Hung Hsiu-ch'uano simboleggiano gli intellettuali.
Alcune varianti, come il «Mah Jong del Sichuan», utilizzano solo le tessere numerali.
L'1 e il 9 di ogni seme sono detti anche terminali.

### Onori o tessere letterali
Sono tessere che riportano caratteri anziché numeri; ognuna di esse è presente in quattro esemplari.
- Onori semplici o venti: est, sud, ovest, e nord.

Fare tris con il proprio vento raddoppia il punteggio totale.
- Onori superiori o draghi o capitani: rosso, verde, e bianco.

Un qualunque tris di draghi raddoppia il punteggio totale.
I terminali e gli onori sono complessivamente noti come tessere di testa.

### Onori supremi
- fiori: sono 4

- stagioni: sono 4 e a volte sono sostituite dalle professioni

Gli onori supremi sarebbero stati introdotti successivamente, secondo alcuni come celebrazione della repressione contro la rivolta dei Taiping (1864): non partecipano alla meccanica del gioco e a volte sono eliminati per diminuire l'aleatorietà. In particolare, non sono previsti nel Mah Jong giapponese. Le tessere degli onori supremi sono uniche, mentre delle altre esistono 4 esemplari. Le incisioni non sono standardizzate come per le altre tessere; il valore di un set di tessere pregiate si valuta anche dalle incisioni di fiori e stagioni.

### Nomi delle tessere letterali
I venti sono ordinati da Est a Nord e il loro susseguirsi regola lo svolgersi del gioco. Ad ogni vento è associato un Fiore ed una Stagione: per cui se Ovest espone l'Autunno ha esposto la propria stagione e ha diritto ad un raddoppio.
Ogni giro, composto di quattro mani, porta il nome di un vento: dopo 4 giri la partita è conclusa. Anche in questo caso il vento del giro dà diritto ad un raddoppio.
| N. | Soffio | Lettera |            | Fiore      | Stagione  |      | Professione |
| -- | ------ | ------- | ---------- | ---------- | --------- | ---- | ----------- |
| 1  | Est    | E       | Tung       | Prugna     | Primavera | Chun | Boscaiolo   |
| 2  | Sud    | S       | Nam        | Orchidea   | Estate    | Hisa | Contadino   |
| 3  | West   | W       | Si o Sai   | Crisantemo | Autunno   | Chau | Pescatore   |
| 4  | Nord   | N       | Pei o Puck | Bambù      | Inverno   | Tung | Scolaro     |

| N. | Drago  | Lettera |                    | Lettera |
| -- | ------ | ------- | ------------------ | ------- |
| 1  | Rosso  | R       | Chung o Hung Chung | C       |
| 2  | Verde  | V       | Fat o Fat-choi     | F       |
| 3  | Bianco | B       | Po o Pack-pan      | P       |

Per evitare confusione tra Ovest e Bianco, in genere si riporta la parola del colore per esteso, oppure la tessera del drago bianco rimane completamente bianca.

## Il gioco secondo il Regolamento italiano ufficiale
Il Regolamento italiano ufficiale, in vigore dal 27 settembre 1993, è stato definito dalla Federazione Italiana Mah Jong come norma di riferimento per i tornei nazionali. Si tratta di una profonda revisione del Mah Jong romagnolo, che si avvicina a stili più diffusi a livello internazionale (in particolare al Mah Jong giapponese): ammette la chiamata per chow, introduce diversi nuovi raddoppi e prevede la possibilità di dichiarare «mano pronta» (riichi) se manca solo una tessera per chiudere. Di seguito se ne espongono le caratteristiche principali.

### Scopo del gioco
Una partita a Mah Jong si compone di più manches. In ogni manche, ciascun giocatore ha una mano iniziale di tredici tessere e ad ogni suo turno pescherà una nuova tessera e ne scarterà una. Scopo della manche è selezionare le proprie tessere tramite le azioni di pesca e scarto per fare Mah Jong, ovvero quattordici tessere in una mano vincente (le tessere di una mano vincente sono quattordici poiché al momento della chiusura non si effettua lo scarto). Una mano vincente è composta da quattro combinazioni e una coppia (salvo alcuni tipi di mano speciale). Le tessere impiegabili per formare le combinazioni sono le tessere numerali e gli onori; gli onori supremi (fiori e stagioni) non possono far parte di combinazioni, ma danno bonus particolari. Ci sono tre tipi di combinazioni: tris (pung), poker (kong), scale (chow).
Un tris (pung) è formato da tre tessere identiche.
Esempio di tris con tessere numerali (cinque di bambù):
Esempio di tris con onori (vento dell'Est):
Un poker (kong) è formato da quattro tessere identiche.
Esempio di poker con tessere numerali (sette di cerchi):
Esempio di poker con onori (drago bianco):
Una scala (chow) è formata da tre tessere numerali dello stesse seme e con i valori consecutivi. Gli onori non possono formare scale.
Esempio di scala di cerchi (4-5-6):
Esempio della stessa scala nel seme di bambù:
Esempio della stessa scala nel seme di caratteri:
Una coppia è formata da due tessere identiche.
Esempio di coppia con tessere numerali (sette di caratteri):
Esempio di coppia di onori (vento del Nord):

### Struttura di una partita
Una partita a Mah Jong si articola in almeno 16 manches raggruppate in quattro giri. Ogni giro prende nome da uno dei quattro venti (noto come «vento di giro»): il primo giro è il giro dell'Est, il secondo è il giro del Sud, il terzo è il giro dell'Ovest, il quarto e ultimo è il giro del Nord. Un giro è composto da almeno quattro manches. Nel passaggio da una manche all'altra, il ruolo del giocatore Est ruota in senso antiorario di 90° gradi: chi era Sud nella manche precedente diventa Est, chi era Ovest diventa Sud, chi era Nord diventa Ovest, chi era Est diventa Nord. In questo modo, nel corso di un giro, ciascun giocatore avrà almeno una volta il posto dell'Est. Il giro si considera terminato quando il ruolo di Est torna al giocatore che è stato Est nella prima manche di giro.
Nel regolamento da torneo, il vento di giro iniziale è quello corrispondente al muro in cui è stata aperta la breccia nella prima manche.
In particolari condizioni, è possibile che il ruolo dell'Est non ruoti nel passaggio alla nuova manche, così da rendere la partita più lunga (si veda più avanti).

### Preparazione
Distribuzione dei punti
Tutti i giocatori cominciano la partita con lo stesso punteggio: per tenere traccia del punteggio, si usano delle fiches. È necessario un set di fiches da 20.000 punti, con taglio minimo di 10. Il punteggio di partenza è di 4.000 punti a giocatore; nella sua dotazione, ogni giocatore deve avere almeno 5 fiches da 10 punti. Ogni giocatore riceve inoltre una stecca su cui sistemare le proprie tessere. La stecca, lunga esattamente come 18 tessere, presenta delle scanalature atte ad accogliere le tessere della mano e le tessere esposte.
Sorteggio dei posti
Ogni giocatore lancia i due dadi: chi fa più punti è Est. Gli altri giocatori si dispongono in ordine di punteggio alla sinistra di Est in quest'ordine: Sud, Ovest e Nord. Eventuali spareggi possono essere necessari. Il giro del gioco è antiorario.
Costruzione della muraglia
Le tessere sono sparse sul tavolo da gioco, tutte a faccia in giù, e vengono mescolate dai giocatori con l'ausilio delle mani e/o delle stecche. Ogni giocatore crea davanti a sé un muro alto due tessere e lungo come una stecca (formato dunque da 18 coppie di tessere), per poi spingerlo al centro del tavolo a formare una muraglia quadrata.
Distribuzione delle mani iniziali
Est tira i due dadi e conta, partendo da se stesso, in senso antiorario, i quattro muri che compongono la muraglia. Il giocatore che si trova davanti al muro così sorteggiato tira a sua volta i due dadi.
A questo punto, il giocatore Est, a partire dalla coppia di tessere all'estrema destra del muro sorteggiato, conta un numero di coppie di tessere pari alla somma dei due lanci di dadi (il lancio iniziale di Est e il lancio del giocatore sorteggiato), procedendo in senso orario. Nel punto successivo all'ultima coppia contata, la muraglia viene aperta: è a partire da questa breccia che si iniziano a distribuire la tessere. Le tessere vengono prelevate dalla muraglia in senso orario e vengono distribuite ai giocatori in senso antiorario, quattro per volta, finché ogni giocatore non si ritrova con dodici tessere. A questo punto, ogni giocatore pescherà una pedina dalle coppie disponibili della muraglia, nel modo seguente: Est pescherà la pedina superiore della prima coppia disponibile, Sud la pedina inferiore della prima coppia, Ovest la pedina superiore della seconda coppia, Nord la pedina inferiore della seconda coppia. Il solo Est preleverà un'ulteriore pedina, pescando la pedina superiore della terza coppia (di solito, per velocizzare la distribuzione, Est pesca subito la pedina superiore della prima coppia e la pedina superiore della terza coppia).
Ogni giocatore avrà così la propria mano iniziale: quattordici pedine per Est, tredici per ciascuno degli altri giocatori. Ogni giocatore deve disporre le pedine della mano iniziale sul lato interno della propria stecca, in modo che i loro valori non siano visibili agli avversari.
Per completare la preparazione, a partire dalla breccia si contano, in senso antiorario, sette coppie di pedine, che verranno separate dal resto della muraglia. Queste quattordici pedine costituiscono il tetto e potranno essere pescate solo dopo la dichiarazione di un poker o di un onore supremo (si veda sotto). Le pedine del tetto vengono pescate all'indietro, da sinistra verso destra: prima la pedina inferiore dell'ultima coppia, poi la pedina superiore dell'ultima coppia, poi la pedina inferiore della penultima coppia e così via.

### Svolgimento della manche

#### Esposizione degli onori supremi iniziali
A distribuzione completata, se un giocatore, nella propria mano iniziale, ha uno o più onori supremi (fiori e/o stagioni), può scegliere di esporli, scoprendoli distesi sul lato esterno della propria stecca, in modo che siano visibili a tutti i giocatori. A questo punto, rimpiazza le tessere esposte pescandone altrettante dal tetto. Questa operazione va effettuata rispettando il turno di gioco in senso antiorario, da Est a Nord. Se anche la tessera pescata dal tetto è un onore supremo, prima di rimpiazzarla il giocatore dovrà attendere che gli altri giocatori abbiano rimpiazzato i propri onori supremi iniziali: anche questa operazione va effettuata rispettando il turno di gioco.
Non è obbligatorio dichiarare e rimpiazzare subito gli onori supremi iniziali. Se lo ritiene più opportuno, il giocatore potrà effettuare questa azione in un turno successivo, dopo aver pescato o dopo aver chiamato lo scarto di un altro giocatore o anche dopo che un altro giocatore avrà fatto Mah Jong.

#### Turni di gioco
I giocatori giocano a turno a partire da Est, procedendo in senso antiorario. Nel proprio turno di gioco, un giocatore compie le seguenti azioni:
- pescare la prima pedina disponibile del muro (ovvero la pedina superiore della prima coppia disponibile o la pedina inferiore se la superiore è già stata pescata). In questa azione, non si possono pescare le pedine del tetto. Questa azione viene saltata dal solo Est nel primo turno, dal momento che la mano iniziale di Est è già formata da quattordici pedine. La pedina pescata viene incorporata nelle pedine della mano e disposta in verticale sul lato interno della stecca assieme alle altre. Se si pesca un onore supremo, si può scegliere di esporlo per poi rimpiazzarlo con una tessera dal tetto, secondo le modalità già indicate per la sostituzione degli onori supremi presenti nella mano iniziale;
- scartare una tessera dalla propria mano (eventualmente anche la pedina pescata nello stesso turno o una pedina pescata in un turno precedente). Gli scarti vengono disposti al centro della muraglia a faccia in su, in modo che siano visibili a tutti i giocatori. Fiori e stagioni non si possono scartare (salvo alcune eccezioni).[30]

#### Le chiamate
Prima che il giocatore successivo abbia pescato dal muro, una tessera scartata da un giocatore può essere chiamata da un altro giocatore a patto che la usi per formare una combinazione. Il giocatore esporrà la combinazione così formata sul lato esterno della stecca (sarà dunque una combinazione scoperta), dove resterà fino alla fine della manche, senza poter essere più modificata. Se la pedina chiamata gli farà fare Mah Jong, esporrà tutta la mano e la manche terminerà.
La chiamata per comporre una scala (chow) può essere effettuata soltanto dal giocatore di mano. Le chiamate per fare un tris (pong) o un poker (kong) o per fare Mah Jong possono essere effettuate da qualsiasi giocatore, non necessariamente dal giocatore di mano (cioè dal giocatore alla destra del giocatore che ha scartato). Se la chiamata viene fatta da un giocatore diverso dal giocatore di mano, il turno passa al giocatore che effettua la chiamata, il quale, dopo aver scartato, passerà il turno al giocatore alla propria destra. Farà così perdere il turno al giocatore di mano e agli eventuali altri giocatori che si trovino tra il giocatore di mano e il giocatore che ha chiamato lo scarto.
Se più giocatori chiamano uno scarto, la chiamata per tris o poker ha la precedenza sulla chiamata per scala; la chiamata per fare Mah Jong ha la precedenza su qualsiasi altra.

#### Formazione di un poker (kong)
Ci sono tre modi per formare un poker:
- avere in mano un tris e pescare dal muro la quarta tessera identica alle tessere del tris («poker coperto»). In questo caso, si può scegliere di dichiarare il poker, esponendolo sul lato esterno della stecca e pescando una tessera di rimpiazzo dal tetto;
- avere in mano un tris e completarlo chiamando la quarta tessera dallo scarto di un giocatore («poker scoperto»). In questo caso, il giocatore deve esporre il poker sul lato esterno della stecca e pescare una tessera di rimpiazzo dal tetto;
- avere un tris scoperto in stecca e completarlo pescando dal muro la quarta tessera identica alle tessere del tris: sarà comunque un poker scoperto. Il giocatore può scegliere di aggiungere la pedina al tris già scoperto e pescare una tessera di rimpiazzo dal tetto.

Per distinguere un poker scoperto da uno coperto, il poker scoperto viene di solito esposto con una pedina disposta di traverso rispetto alle altre tre. Se si forma un poker (coperto o scoperto) pescando dal muro, non è obbligatorio esporlo: il giocatore, se lo ritiene più opportuno, può scartare la quarta pedina oppure impiegarla in altro modo, o rimandare a un turno successivo la dichiarazione del poker e la pesca della tessera di rimpiazzo dal tetto.

#### Fare Mah Jong
Quando un giocatore riesce a formare una mano vincente pescando dal muro o chiamando lo scarto di un giocatore o pescando dal tetto, fa Mah Jong (senza effettuare scarti) e mostra la mano vincente ai giocatori (l'ultima pedina pescata, detta pedina vincente, dev'essere chiaramente distinguibile dalle altre tredici). A questo punto, gli altri giocatori hanno facoltà di dichiarare eventuali poker o onori supremi, ma senza pescare tessere di rimpiazzo dal tetto.
È possibile che più giocatori facciano Mah Jong contemporaneamente chiamando il medesimo scarto.
È possibile che una o più delle quattro combinazioni della mano vincente siano state esposte in un turno precedente tramite chiamate: in questo caso la mano è scoperta, altrimenti è coperta. La mano si considera coperta anche qualora il giocatore faccia Mah Jong tramite la chiamata di uno scarto, sempre che non abbia effettuato chiamate nei turni precedenti.

#### Fine della manche
La manche termina in uno dei seguenti casi:
- un giocatore fa Mah Jong;
- vengono pescate tutte le pedine disponibili del muro senza che nessuno faccia Mah Jong. Si ricordi sempre che le pedine del tetto non fanno parte del muro di pesca e possono essere pescate solo per rimpiazzare gli onori supremi e le quarte pedine dei poker. L'ultimo giocatore non deve scartare;
- i primi quattro scarti sono le quattro pedine di uno stesso vento.

Nel secondo e nel terzo caso, la mano va a monte e il ruolo di Est non ruota nella manche successiva; il ruolo di Est non ruota nemmeno se Est fa Mah Jong. Nel Regolamento da torneo, invece, il ruolo di Est ruota sempre, anche qualora la mano vada a monte o Est faccia Mah Jong.

## Punteggio secondo il Regolamento italiano ufficiale

### Fondamentali
All'inizio della partita, tutti i giocatori hanno 4000 punti. Alla fine di ogni manche, ciascun giocatore calcola il punteggio della propria mano. Il giocatore che ha fatto Mah Jong riceve da ciascuno degli altri giocatori tanti punti quanti sono quelli della sua mano. Dopodiché, tra i giocatori che non hanno chiuso, ognuno calcola le differenze tra il proprio punteggio e i punteggi degli altri due: pagherà la differenza ai giocatori con punteggi superiori al proprio, mentre sarà pagato della differenza da parte di chi ha un punteggio inferiore. Nell'effettuare i pagamenti, si deve considerare che il giocatore dell'Est paga e riscuote sempre doppio. Inoltre, in caso di unità diverse da 0, i punteggi vanno arrotondati (con unità da 1 a 4 si arrotonda alla decina inferiore, da 6 a 9 si arrotonda alla decina superiore). L'arrotondamento va effettuato dopo aver calcolato le differenze; nel raddoppio dei punti dell'Est (tanto da riscuotere quanto da pagare) il raddoppio va effettuato prima di arrotondare. Se due o tre giocatori hanno fatto Mah Jong, questi calcolano le differenze tra i propri punteggi: chi ha meno punti pagherà la differenza agli altri, dopodiché i giocatori che non hanno chiuso pagheranno i punti a chi ha chiuso.

### Calcolo del punteggio
Il punteggio di una mano è determinato da due parametri: i punti di stecca e i raddoppi. I punti di stecca corrispondono al punteggio base della mano, dato da determinate combinazioni. I raddoppi sono dei moltiplicatori che, appunto, raddoppiano i punti di stecca. Si ottengono dei raddoppi se la mano rispetta determinate condizioni; se ne rispetta più d'una, è possibile avere più di un raddoppio, così da raddoppiare più volte i punti di stecca. I raddoppi si dividono in due categorie: i raddoppi fondamentali, disponibili a tutti i giocatori (non solo al giocatore che ha chiuso); i raddoppi di chiusura, disponibili soltanto al giocatore che ha chiuso.

#### Punti di stecca
I punti di stecca sono ottenuti grazie ai tris, ai poker, ad alcune coppie e agli onori supremi corrispondenti al proprio vento. Ognuna di queste combinazioni o condizioni ha un determinato valore a seconda della sua composizione: nel caso dei tris e dei poker, tale valore viene raddoppiato se la combinazione è coperta. Inoltre, anche la chiusura ha un valore in punti di stecca. Si veda la seguente tabella:
| Combinazione/condizione                 | Punteggio |
| --------------------------------------- | --------- |
| Proprio fiore                           | 4         |
| Propria stagione                        | 4         |
| Coppia di draghi                        | 2         |
| Coppia del proprio vento                | 2         |
| Coppia del vento di giro                | 2         |
| Tris scoperto con tessere non di testa  | 2         |
| Tris coperto con tessere non di testa   | 4         |
| Tris scoperto con tessere di testa      | 4         |
| Tris coperto con tessere di testa       | 8         |
| Poker scoperto con tessere non di testa | 8         |
| Poker coperto con tessere non di testa  | 16        |
| Poker scoperto con tessere di testa     | 16        |
| Poker coperto con tessere di testa      | 32        |
| Chiusura                                | 20        |

Si può osservare che le combinazioni con tessere di testa (onori e terminali) valgono il doppio delle combinazioni corrispondenti formate con tessere numerali di centro o "semplici" (dal 2 all'8). Un poker vale il quadruplo del tris corrispondente. Infine, le scale non danno punti di stecca.

#### Raddoppi fondamentali
I raddoppi fondamentali valgono per tutti i giocatori, non solo per il giocatore che ha chiuso.

##### Proprio fiore o stagione
Se il giocatore ha esposto il fiore o la stagione corrispondente al vento del posto in cui è seduto, guadagna 1 raddoppio.

##### Bouquet di fiori
Aver esposto tutti e quattro i fiori dà diritto a 4 raddoppi, nei quali è incluso il raddoppio dato dal proprio fiore.

##### Rosa delle stagioni
Aver esposto tutti e quattro le stagioni dà diritto a 4 raddoppi, nei quali è incluso il raddoppio dato dalla propria stagione.

##### Proprio vento
Un tris o poker del vento corrispondente al posto in cui si è seduti dà diritto a 1 raddoppio.

##### Vento di giro
Un tris o poker del vento di giro dà diritto a 1 raddoppio. Se il vento di giro coincide con il proprio vento, questa combinazione vale 2 raddoppi.

##### Tris/poker di draghi
Un tris o poker di un drago qualsiasi dà diritto a 1 raddoppio.

##### Tre tris/poker di testa
Tre tris o poker formati da tessere di testa (terminali e/o onori) danno diritto a 1 raddoppio.

##### Quattro tris/poker di testa
Quattro tris o poker formati da tessere di testa danno diritto a 2 raddoppi, nei quali è incluso il raddoppio dato da tre tris/poker di testa.

##### Tre tris/poker uguali
Tre tris o poker uguali danno diritto a 1 raddoppio. Per tre tris/poker uguali si intendono tre tris/poker nei tre semi con il medesimo valore.
Esempio (un tris di quattro di cerchi, un poker di quattro di bambù, un tris di quattro di caratteri):

##### Tre tris nascosti
Tre tris (non poker) nascosti, cioè formati senza l'ausilio di chiamate, danno diritto a 1 raddoppio.

##### Quattro tris nascosti
Quattro tris (non poker) nascosti, cioè formati senza l'ausilio di chiamate, danno diritto a 2 raddoppi, nei quali è incluso il raddoppio dato da tre tris nascosti.

##### Tre scale uguali
Tre scale uguali (cioè formate con le medesime sequenze numeriche) in qualsiasi seme danno diritto a 1 raddoppio.
Esempio (scale di 5-6-7 di cerchi, scala di 5-6-7 di bambù, scala di 5-6-7 di caratteri):

##### Quattro scale uguali
Quattro scale uguali in qualsiasi seme danno diritto a 2 raddoppi, nei quali è incluso il raddoppio dato da tre scale uguali.
Esempio (due scale di 5-6-7 di cerchi, una scala di 5-6-7 di bambù, una scala di 5-6-7 di caratteri):

##### Tre scale uguali di colore
Tre scale uguali nello stesso seme danno diritto a 2 raddoppi.
Esempio (tre scale di 7-8-9 di cerchi):

##### Quattro scale uguali di colore
Quattro scale uguali nello stesso seme danno diritto a 4 raddoppi, nei quali sono inclusi i 2 raddoppi dati da tre scale uguali.
Esempio (quattro scale di 2-3-4 di bambù):

##### Serpente
Tre scale che formano una sequenza completa dall'1 al 9 in qualsiasi seme danno diritto a 1 raddoppio.
Esempio (scale di 1-2-3 di caratteri, 4-5-6 di cerchi, 7-8-9 di caratteri):

##### Serpente di colore
Tre scale che formano una sequenza completa dall'1 al 9 in un solo seme danno diritto a 2 raddoppi.
Esempio (serpente di bambù):

##### Serpente incatenato
Quattro scale che formano una sequenza incatenata dall'1 al 9 (1-2-3 / 3-4-5 / 5-6-7 / 7-8-9) in qualsiasi seme danno diritto a 2 raddoppi.
Esempio (scale di 1-2-3 di cerchi, 3-4-5 di caratteri, 5-6-7 di cerchi, 7-8-9 di bambù):

##### Serpente incatenato di colore
Quattro scale che formano una sequenza incatenata dall'1 al 9 in un solo seme danno diritto a 3 raddoppi.
Esempio (serpente incatenato di caratteri):

#### Raddoppi di chiusura
Valgono solo per il giocatore che fa Mah Jong se la mano di chiusura soddisfa i seguenti requisiti.
| Nome                                  | Descrizione |
| ------------------------------------- | --- |
| Woo-Pung                              | Nessuna scala |
| Colore                                | Uso di un solo seme (es. cerchi) e almeno una coppia di draghi o proprio vento (ammessi tris di draghi e proprio vento) |
| Strappare un poker esposto            | Fare Majong con la tessera che un giocatore ha pescato e che sta usando per trasformare un tris esposto in un poker.    |
| Prendere il pesce dal fondo del fiume | Fare Mah Jong usando l'ultimo scarto regolare della partita                                                             |
| Pescare la luna in fondo al pozzo     | Fare Mah Jong pescando l'ultima tessera della partita                                                                   |

#### Massimi
Il massimo di punti che Est può incassare in una sola partita è di 737.280 punti da ogni giocatore, per un totale di 2.211.840 punti in una sola mano (12 raddoppi). Per limitare l'iperbole dei raddoppi e porre dei limiti al gioco d'azzardo (ad alcuni tavoli 1 punto vale 1 euro) la Federazione Italiana ha introdotto 8 massimi.
I massimi non ammettono ulteriori raddoppi (ad esempio per la propria stagione) salvo per il giocatore dell'Est, che paga ed incassa sempre doppio.
| N. | Punti | Nome                              | Descrizione                                                                                        |
| -- | ----- | --------------------------------- | -------------------------------------------------------------------------------------------------- |
| 1  | 300   | Coppie                            | Mah Jong di 7 coppie                                                                               |
| 2  | 400   | Tutti tris (pung)                 | Solo palle di testa e nessuna scala                                                                |
| 3  | 500   | Purezza                           | Mah Jong con solo tessere numerali di un seme                                                      |
| 4  | 600   | Piantare nove fiori nel bambù     | Fare il nono Mah Jong di seguito come Est (Est non passa se chiude). Notare che raddoppia a 1200.  |
| 5  | 700   | Tutti poker (Kong)                | 4 poker + 1 coppia                                                                                 |
| 6  | 700   | Le tredici lanterne meravigliose  | Tutte le 13 palle di testa, di cui una in coppia                                                   |
| 7  | 800   | L'uscita degli Dei                | L'Est: fare Mah Jong con le 14 tessere iniziali. Altri: Fare Mah Jong con il primo scarto dell'Est |
| 8  | 1000  | Le quattro benedizioni della casa | Tutti i tris o poker con le tessere dei venti                                                      |

## Competizioni
Nel 2005 si è tenuto nei Paesi Bassi il primo Campionato Europeo Open di Mahjong, con 108 giocatori. Il concorso è stato vinto da Masato Chiba dal Giappone. Il secondo campionato europeo a Copenaghen (2007) ha visto la partecipazione di 136 giocatori ed è stato vinto dal giocatore danese Martin Wedel Jacobsen. Il primo campionato europeo online di Mahjong si è tenuto sul server Mahjong Time nel 2007, con 64 giocatori, e il vincitore è stato Leo Juliani, dagli Stati Uniti, e il miglior giocatore europeo è stata Gerda van Oorschot, dai Paesi Bassi. Il terzo campionato europeo aperto di Mahjong 2009 a Baden/Vienna, in Austria, è stato vinto dal giocatore giapponese Koji Idota, mentre il secondo classificato Bo Lang dalla Svizzera è diventato campione europeo. I partecipanti sono stati 152.

## Al cinema
Il gioco è stato immortalato in numerosi e celebri film: non solo orientali, come Crepuscolo di Tokyo di Yasujirō Ozu, Lanterne rosse e Shanghai Triad - La triade di Shangai di Zhang Yimou, In the Mood for Love di Wong Kar-wai o Lussuria - Seduzione e tradimento e Crazy & Rich, ma anche occidentali: lo si vede per esempio all'inizio di La stangata, dove nell'edizione italiana viene curiosamente chiamato «domino», e più volte in A spasso con Daisy, dove la protagonista gioca con le tre amiche del cuore. Nel film Il teorema di Margherita, la protagonista sfrutta la propria abilità nella matematica per diventare una formidabile giocatrice di Mahjong.
Nel film anime del 2009 Detective Conan - ...e le stelle stanno a guardare, la trama si muove attorno ad un serial killer che lascia accanto ai corpi delle sue vittime delle tessere del Mah Jong (la tessera dell'uno di cerchi accanto al corpo della prima vittima e la tessera del sette di cerchi accanto ai corpi delle altre).
Nel gennaio 2020 esce nelle sale italiane il docu-film Il drago di Romagna, di Gerardo Lamattina, coproduzione Italo—cinese interamente girata a Ravenna e incentrata sulla diffusa passione locale per il mah-jong (il drago del titolo si riferisce ai pezzi del gioco). Nel febbraio 2021 viene annunciato che il film è stato selezionato per i premi David di Donatello 2021.